# Falling Water (Tennessee)
Falling Water – jednostka osadnicza w Stanach Zjednoczonych, w stanie Tennessee, w hrabstwie Hamilton.